# یابوونگ-کیکولسکیه
یابوونگ-کیکولسکیه (به لاتین: Jabłoń-Kikolskie) یک روستا در لهستان است که در گمینا شپیتووو واقع شده‌است. یابوونگ-کیکولسکیه ۴۸ نفر جمعیت دارد.